# 少壯南麗魚
少壯南麗魚，為輻鰭魚綱鱸形目隆頭魚亞目慈鯛科的其中一種，分布於南美洲do Peixe及Paraíba do Sul河流域，體長可達6.1公分，棲息在中底層水域，生活習性不明。

## 擴展閱讀
維基物種上的相關：少壯南麗魚